# Újságíró
Újságíró (francia eredetű, a journaliste szóból eredő régies, de ritkán ma is használatos kifejezéssel: zsurnaliszta) az a személy, aki foglalkozásszerűen egy sajtótermék részére az újságírói műfajok valamelyikéhez tartozó anyagokat készít; információkat gyűjt, azokból szerkeszt, ír, és az elkészült anyagot terjeszti a nyilvánosság számára, vagyis újságírással foglalkozó személy. Az újságíró által készített anyag a sajtótermék technikai megjelenési formájától függően lehet írott szöveges, hang- vagy képanyag.

## Az újságíró feladatai

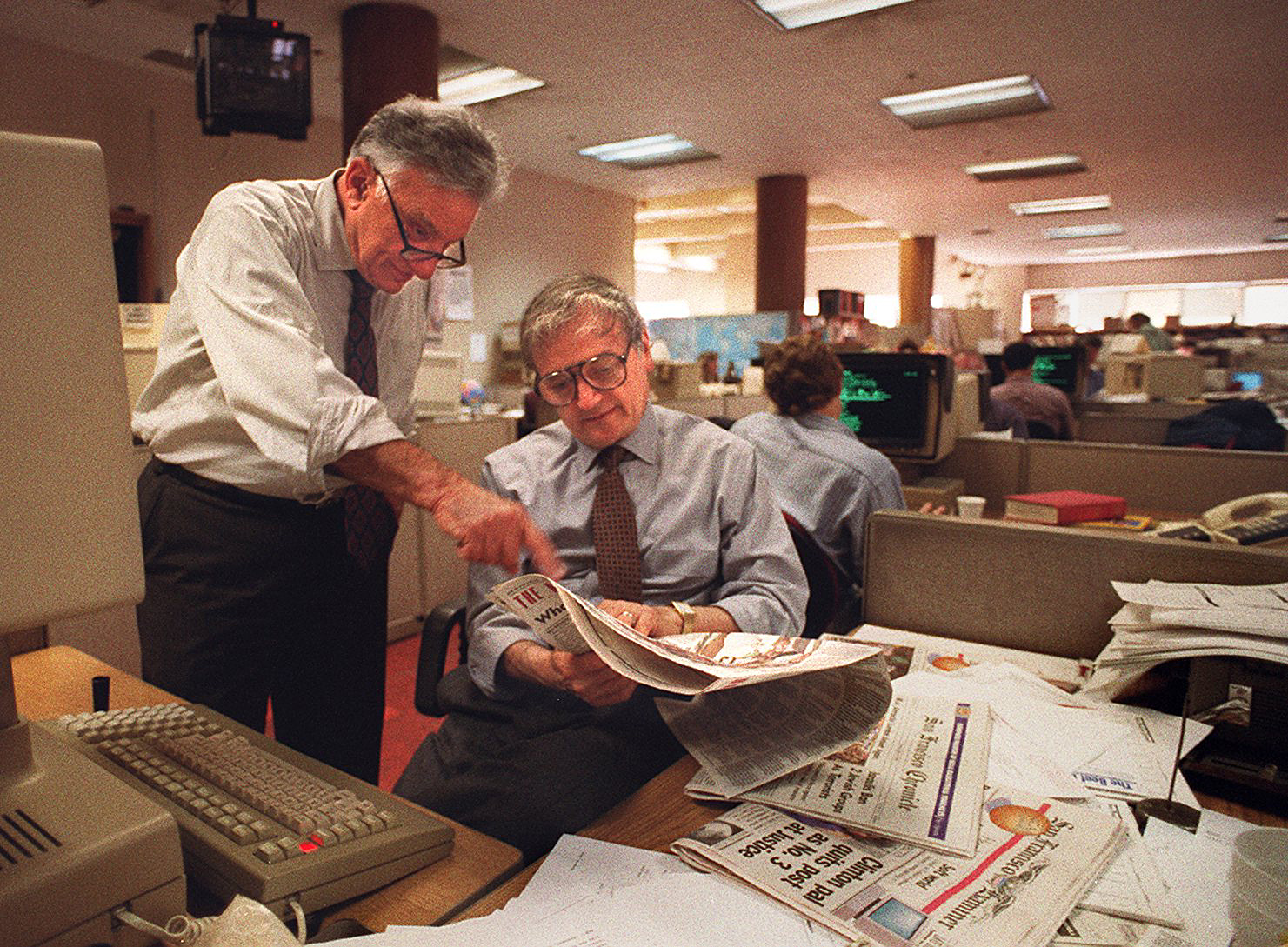
Újságírók (Bill German és Jack Breibart) a San Francisco Chronicle szerkesztőségében 1994-ben

Az újságíró politikai-közéleti tevékenységet végez, melynek célja a közvélemény tájékoztatása és befolyásolása, vagy a társadalom mozgásának a tükrözése – vagyis a társadalom vezetőinek a befolyásolása. Az újságíró feladatai tehát tájékoztatási és publicisztikai jellegűek. A tájékoztatás alapja a hír, illetve a kötöttebb hírműfajok valamelyikében való alkotás, míg a publicisztika a szabadabb véleményműfajokhoz tartozó anyag lehet.

## A szakújságírók, újságírói szerepek
Az egyes szerkesztőségeken belül az újságírók gyakran érdeklődésüknek, tehetségüknek, végzettségüknek megfelelő szakterületben mélyülhetnek el. Így alakulhattak ki azok a fogalmak, mint például a sportújságíró, külpolitikai újságíró, tudományos újságíró stb. Elméletileg nyitott az átjárás a szakterületek között, de az újságírói munka évei alatt olyan részletes ismeretet sajátít el az újságíró az adott témában, és annyira széleskörű kapcsolatrendszert épít ki, hogy ritka ez a fajta váltás. A szakosodás a huszadik század közepén kezdett szélesebb körben elterjedni és további specializációk alakultak ki, követve a technika és a társadalom fejlődését, átalakulását.
Az újságírótársadalom felosztása más megközelítés szerint azon műfajok mentén történik, amelyben az újságíró leggyakrabban, vagy leghatásosabban képes kifejezni magát. Lehet valaki tudósító, riporter, kolumnista, publicista, tárcaíró, esetleg kritikus, kommentátor stb.

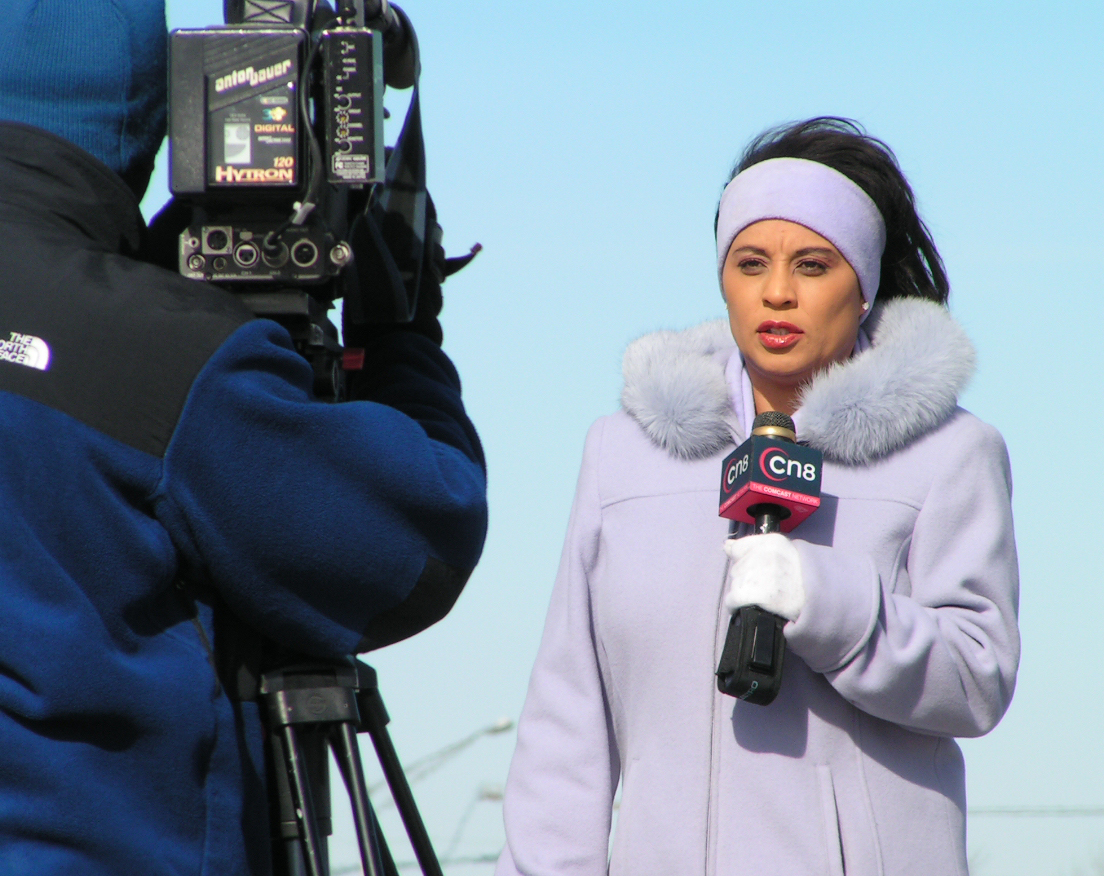
A 2009-ben megszűnt CN8 riportere a kamera előtt 2005-ben

A harmadik megközelítési lehetőség azoknak a médiumoknak az alapján történik, amelynek az újságíró dolgozik. Ennek megfelelően lehet valaki napilapos újságíró, rádiós újságíró, televíziós újságíró, hírügynökségi újságíró, internetes újságíró stb. Itt sem kizárt az átjárás, de ez többnyire munkahelyváltással jár együtt.

## Az újságíró szabadsága
Az újságírók munkavégzésének feltétele, hogy szabadon, befolyástól mentesen tehessék közzé információikat, véleményüket. Az ezt biztosító sajtószabadság a sajtójognak az az alapelve, amely szerint a sajtó útján mindenki szabadon, előzetes hatósági vizsgálat és engedély nélkül közölheti, terjesztheti gondolatait, eszméit, hirdetheti meggyőződését. A sajtószabadság azonban nemcsak a sajtójog része, hanem a szólásszabadság révén az alapvető emberi jogok egyike is, és ekként 1948 óta része az emberi jogok egyetemes nyilatkozatának.